# Хэнкин, Ларри
Ла́рри Хэ́нкин (англ. Larry Hankin; род. 31 августа 1940) — американский актёр кино и телевидения, реже выступает как сценарист, продюсер, кинорежиссёр и кино-редактор.

## Биография
Ларри Хэнкин родился 31 августа 1940 года в Нью-Йорке. Учился в Сиракузском университете. В середине 1960-х начал сниматься в фильмах и сериалах, преимущественно во второстепенных и эпизодических ролях. Исполнил роли в таких фильмах, как «Побег из Алькатраса» (1979), «Красотка» (1990), «Один дома» (1990). Также появился в телесериале «Во все тяжкие», в котором сыграл персонажа по имени Джо, владеющего местной свалкой автомобилей. Спустя несколько лет вернулся к своей роли в полнометражной картине «Путь: Во все тяжкие. Фильм».

## Избранная фильмография
| Год       |   | Русское название                 | Оригинальное название           | Роль                   |
| --------- | - | -------------------------------- | ------------------------------- | ---------------------- |
| 1970      | ф | Финкс                            | The Phynx                       | Филбэби                |
| 1979      | ф | Побег из Алькатраса              | Escape from Alcatraz            | Чарли Баттс            |
| 1983      | ф | Звездная палата                  | The Star Chamber                | детектив Кеннет Уигган |
| 1986      | ф | Вооружен и опасен                | Armed and Dangerous             | Коколович              |
| 1987      | ф | Амазонки на Луне                 | Amazon Women on the Moon        | человек в пабе         |
| 1987      | ф | Смертельная красотка             | Fatal Beauty                    | Джерри Мёрфи           |
| 1987      | ф | Самолетом, поездом и автомобилем | Planes, Trains & Automobiles    | Дубе                   |
| 1988      | ф | Сумерки                          | Nightfall                       | король пустыни         |
| 1990      | ф | Красотка                         | Pretty Woman                    | домовладелец           |
| 1990      | ф | Один дома                        | Home Alone                      | офицер Бальзак         |
| 1994      | ф | Тень                             | The Shadow                      | таксист                |
| 1994—1996 | с | Друзья                           | Friends                         | Мистер Хекклс          |
| 2003      | ф | На том стоим                     | Hard Ground                     | Беззубый               |
| 2010—2012 | с | Во все тяжкие                    | Breaking Bad                    | Джо                    |
| 2019      | ф | Путь: Во все тяжкие. Фильм       | El Camino: A Breaking Bad Movie | Джо                    |